# Metauro (ciudad)
Metauro (en griego, Μέταυρος) fue una antigua colonia griega de Magna Grecia. 
Esteban de Bizancio dice que había sido fundada por Locros y consideraba al poeta del siglo VI a. C. Estesícoro nativo de Metauro, aunque otras fuentes suele considerar que este poeta era procedente de Himera. Sin embargo, Solino cita a Metauro como una fundación de Zancle.
Se localiza en unos restos situados a un km de la costa y dos al norte del río Metauro en las proximidades de Gioia Tauro. Estas ruinas denotan una población mixta de griegos e indígenas.